# Hakea preissii
Hakea preissii (лат.) — кустарник или дерево, вид рода Хакея (Hakea) семейства Протейные (Proteaceae). Произрастает в Западной Австралии. Цветёт с августа по декабрь.

## Ботаническое описание

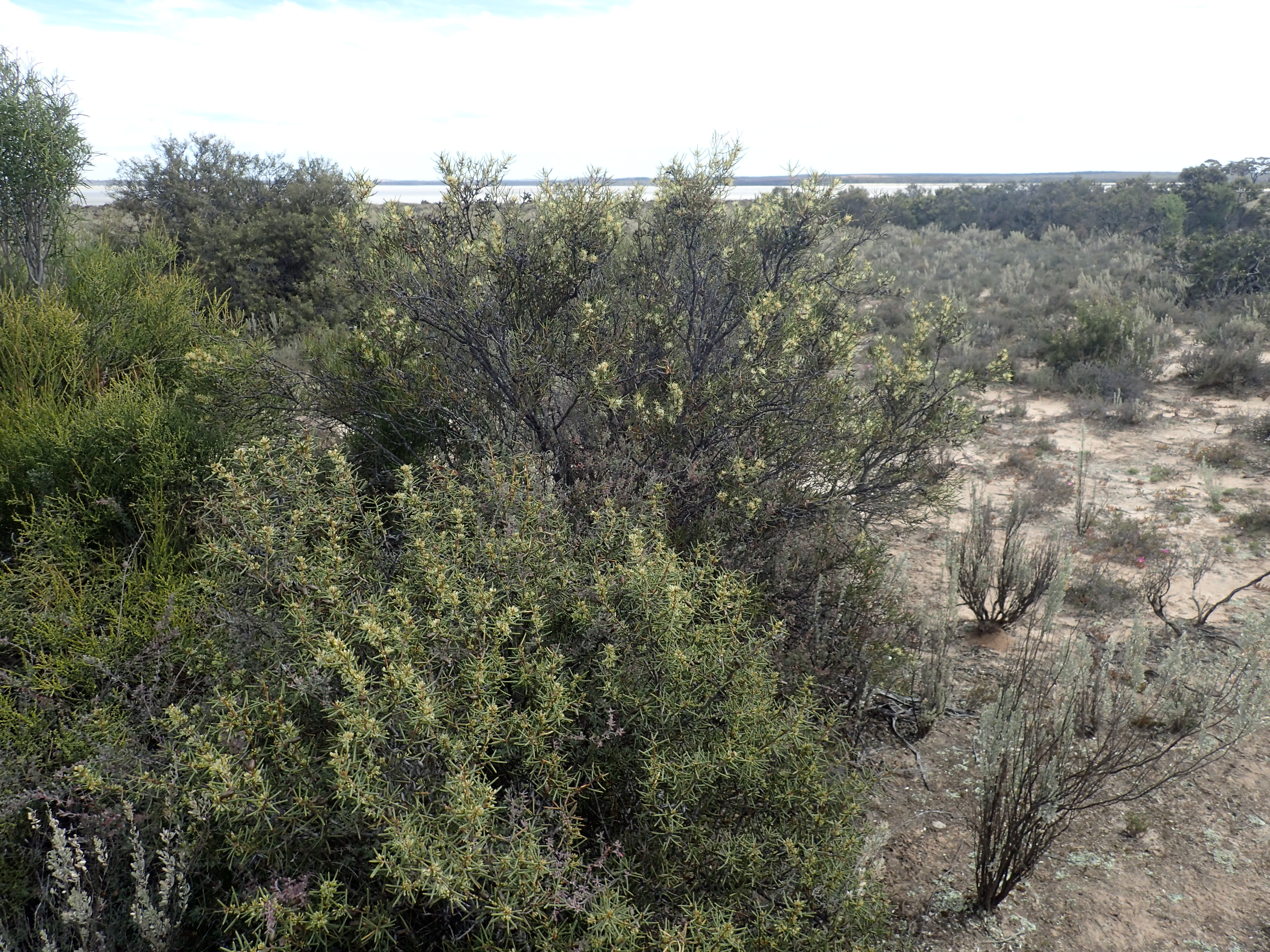
Общий вид Hakea preissii

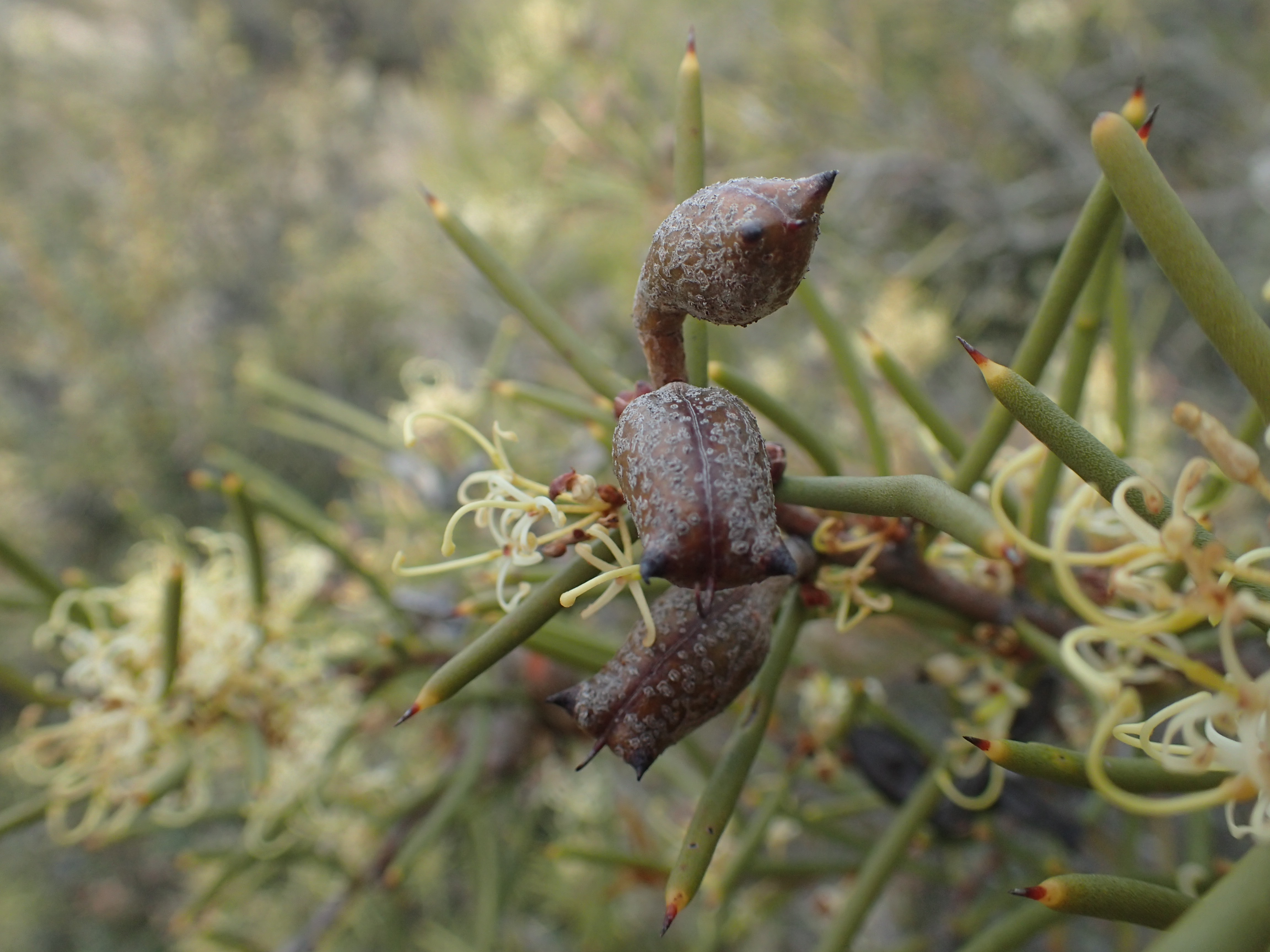
Плоды Hakea preissii

Hakea preissii — куст или дерево, которое обычно вырастает на высоту от 2 до 4 м. Небольшие ветви умеренно или плотно прижаты, молодые ветви  сильно опушены, на втором году становятся сизыми. Жёсткие простые листья редко делятся апикально на 2 или 3 сегмента, длиной от 1 до 6 см и шириной от 1,5 до 2,5 мм. Соцветия подмышечные с 4–28 жёлто-зелёными цветками со стойкими цветоножками длиной от 3,5 до 7 мм. Гладкие плоды от серого до чёрного цвета, имеют косо-яйцевидную или эллиптическую форму, расширены апикально и имеют длину около 2 см и ширину 1 см. Цветёт с августа по декабрь.

## Таксономия
Вид Hakea preissii был описан немецким ботаником Карлом Мейсснером в 1845 году из экземпляра, собранного в лесу недалеко от Йорка (Западная Австралия). Описание было опубликовано в работе Иоганна Георга Христиана Лемана Plantae Preissianae. Видовой эпитет — в честь Людвига Прайса (англ. Ludwig Preiss), который собирал образцы растений в Западной Австралии в 1838—1842 годах.

## Распространение и местообитание
Hakea preissii эндемичен для районов в округах Западной Австралии Пилбара, Уитбелт, Средне-Западный и Голдфилдс-Эсперанс. Имеет рассеянное распространение и встречается так далеко на север, как Том-Прайс, и на юг, как Гноуангеруп. Ареал проходит вдоль западного побережья и немного дальше на восток, чем Калгурли. Растение встречается на равнинах и по краям солончаков; растёт на песчаных, суглинистых и песчано-глинистых почвах. Это иногда вторгается на полузасушливые пастбищные земли в Западной Австралии.

## Охранный статус
Вид Hakea preissii классифицируется как «не угрожаемый» Департаментом парков и дикой природы правительства Западной Австралии.